# 低鰭鿳
低鰭鿳（學名：Kyphosus vaigiensis）又稱藍鿳、低鰭舵魚、藍舵魚、短鰭舵魚、蘭勃舵魚，俗名白毛，為輻鰭魚綱日鱸目鿳科鿳屬的其中一種，傳統上屬於鱸形目。

## 分布
本魚分布於印度太平洋區，包括東非、馬達加斯加、模里西斯、塞席爾群島、馬爾地夫、紅海、阿曼灣、阿拉伯海、斯里蘭卡、印度、孟加拉灣、安達曼海、泰國、緬甸、聖誕島、馬來西亞、菲律賓、印尼、日本、韓國、台灣、中國沿海、新幾內亞、馬里亞納群島、帛琉、密克羅尼西亞、馬紹爾群島、諾魯、斐濟群島、吐瓦魯、東加、萬納杜、吉里巴斯、薩摩亞、澳洲、庫克群島、所羅門群島、新喀里多尼亞、夏威夷群島、紐埃法屬波里尼西亞等海域。
在東太平洋區，則從加利福尼亞灣至秘魯海域，這種群曾被視作獨立的物種，即藍鿳（Kyphosus analogus）。

## 深度
水深1至30公尺。

## 特徵
本魚體呈青褐色，背部顏色較暗。體側有許多黃色縱帶。胸鰭黃色，其它各鰭則和體色一樣，頭部據黃色斑2個。背鰭、臀鰭及尾鰭基部皆密布細鱗，頭部除吻端外亦被細鱗，尾鰭分叉，上下葉末端尖。背鰭硬棘11枚、軟條13至15枚；臀鰭硬棘3枚、軟條12至13枚。側線鱗片數63至80枚。體長可達70公分。

## 生態
本魚棲息在向海礁坡，屬雜食性。魚體有一股特殊的氣味，春季為其產卵期。

## 經濟利用
為美味的食用魚，一般多煮清湯食用。另外也是著名的遊釣魚。